# Vincenzo Pucitta
Vincenzo Pucitta, Puccitta (ur. 1778 w Civitavecchia, zm. 20 grudnia 1861 w Mediolanie) – włoski kompozytor.

## Życiorys
Studiował w neapolitańskim Conservatorio della Pietà dei Turchini u Fedele Fenarolego (akompaniament) i Nicoli Sali (kontrapunkt). Od 1799 roku wystawiał swoje opery, początkowo w Senigallii, następnie w innych miastach włoskich (Parma, Florencja, Mediolan, Lukka, Wenecja), a od 1806 roku także za granicą. Od 1809 do 1814 roku był dyrygentem King’s Theatre w Londynie. Był akompaniatorem Angeliki Catalani, której towarzyszył w podróżach po Europie. W 1817 roku wrócił do Włoch.
Skomponował ponad 30 oper. Dzieła te, utrzymane w tradycyjnym stylu i nawiązujące do tradycji szkoły neapolitańskiej, w swoim czasie cieszyły się popularnością wśród słuchaczy, szybko jednak popadły w zapomnienie.